# Dizzy (rappare)
Salieu Eriksson Mbye, känd som Dizzy, född 5 maj 2000 i Rågsved, Stockholm, är en svensk rappare från Rågsved, Stockholm.

## Biografi
Dizzy växte upp i Stockholmsförorten Rågsved. 
År 2019 debuterade som 19-åring med singeln ”T-House”. Tillsammans med lokala rapparen Naod var han med och grundade kollektivet Top Guyz Records.
I oktober 2019 kom genombrottet för Dizzy, när han släppte singeln "Härifrån" tillsammans med Einár som debuterade på en tredjeplats på Sverigetopplistan. I december samma år släppte Dizzy sin debut-EP Dirty South, som förutom "Härifrån" innehöll fyra nya spår och debuterade på plats 30 på Sverigetopplistan.
Dizzy släppte singeln "Zuttlukten" år 2022 som nådde tredje plats på Sverigetopplistan.

## Diskografi

### Studioalbum
| År   | Titel            | Topplistenoteringar |
| År   | Titel            | SWE                 |
| ---- | ---------------- | ------------------- |
| 2019 | Dirty South (EP) | 30                  |
| 2021 | Dizzy Flaco      | 12                  |
| 2023 | 100 Grader (EP)  | 15                  |
| 2024 | Bestämda kliv    | 3                   |

### Singlar med topplistenoteringar
| År   | Titel                   | Topplistenoteringar |
| År   | Titel                   | SWE                 |
| ---- | ----------------------- | ------------------- |
| 2021 | "Extendo"               | 66                  |
| 2021 | "Bara om ni visste"     | 31                  |
| 2021 | "K.O.D (King Of Drill)" | 53                  |
| 2022 | "Min stad"              | 64                  |
| 2022 | "Zuttlukten"            | 3                   |
| 2022 | "Harragas"              | 14                  |
| 2023 | "Ute på jakt"           | 52                  |
| 2023 | "Nike Tech"             | 71                  |
| 2023 | "Brazil"                | 58                  |
| 2023 | "Kurirer"               | 11                  |
| 2023 | "Explodera"             | 45                  |
| 2023 | "Prapapa"               | 32                  |
| 2023 | "Melanie"               | 67                  |
| 2023 | "Känslokall"            | 43                  |
| 2023 | "Zinah"                 | 59                  |